# 帕扎亚克
帕扎亚克（法語：Pazayac，法語發音：[pazajak]）是法国多尔多涅省的一个市镇，属于萨拉拉卡内达区。

## 地理
帕扎亚克（45°7'16"N, 1°22'47"E）面积6.84 平方千米，位于法国新阿基坦大区多爾多涅省，该省份为法国西南部内陆省份，是法國本土面积第三大的省，大致对应佩里戈尔地区，北起顺时针与夏朗德省、上维埃纳省、科雷兹省、洛特省、洛特-加龙省、吉倫特省和滨海夏朗德省接壤。
与帕扎亚克接壤的市镇（或旧市镇、城区）包括：芒萨克、圣庞塔莱翁-德拉尔什、拉弗亚德、莱科托佩里古尔丹、泰拉松-拉维勒迪约。

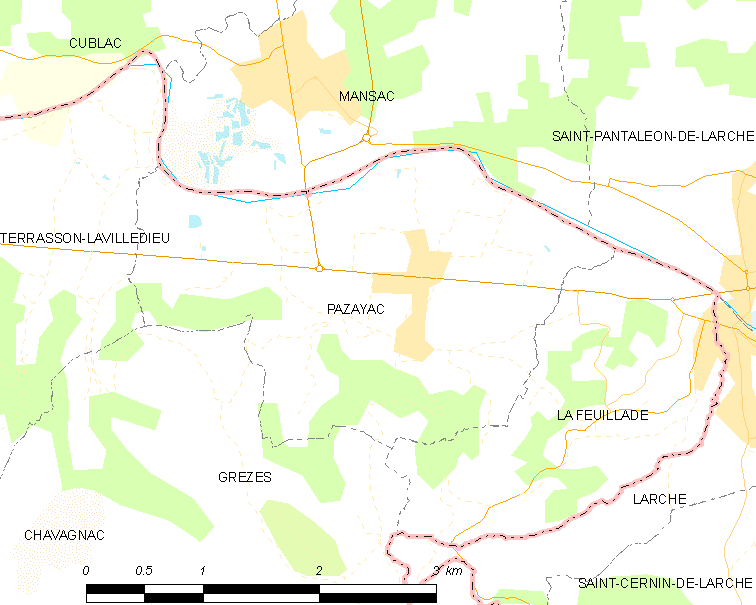
帕扎亚克的OSM定位图

帕扎亚克的时区为UTC+01:00、UTC+02:00（夏令时）。

## 行政
帕扎亚克的邮政编码为24120，INSEE市镇编码为24321。

## 政治
帕扎亚克所属的省级选区为泰拉松-拉维勒迪约县。

## 人口

1962-2008年间帕扎亚克人口变化图示

帕扎亚克于2022年1月1日时的人口数量为803人。